# Pierre-Louis Vescoz
Pierre-Louis Vescoz (pron. fr. AFI: [pjɛʁ lwi vɛsko]; Verrayes, 23 novembre 1840 – Aosta, 8 febbraio 1925) è stato un prete, giornalista e naturalista italiano, autore di numerosi articoli ed opere sulla geografia, la botanica, la meteorologia, l'archeologia e l'agricoltura, con particolari riferimenti alla Valle d'Aosta.
È stato una figura di spicco del clero valdostano della seconda parte del XIX secolo.

## Biografia
Pierre-Louis Vescoz nacque a Charrère, frazione di Verrayes, in Valle d'Aosta, il  23 novembre 1840, penultimo degli otto figli di Jean-Martin Vescoz e di Marie-Anne Gorret. 
Completò i suoi studi presso il Seminario maggiore di Aosta e venne ordinato sacerdote nel 1866. Dal 1873 è stato viceparroco nella parrocchia di Cogne (con il parroco Pierre-Balthazard Chamonin) e in seguito in quella di Courmayeur (1873-1874). Venne quindi trasferito a Pont-Saint-Martin nel 1874, dove svolse dapprima il ruolo di economo e poi di parroco fino al 1893.
Nel giugno del 1893 venne quindi nominato canonico della Cattedrale di Aosta; nel 1895 divenne professore di fisica e filosofia positiva nel Seminario maggiore (Grand séminaire) di Aosta. L'anno successivo prese il ruolo di segretario del Capitolo, contabile della Cattedrale di Aosta e infine membro e archivista dell'Académie Saint-Anselme dal 1900 al 1911.

Pierre-Louis Vescoz in una foto storica sul pannello della Chiesa di San Martino, a Verrayes.

Come naturalista e cartografo, introdusse in Valle d'Aosta un approccio moderno alla geografia e alle scienze naturali: fu ammirato dal noto alpinista inglese Richard Henry Budden per il suo un plastico del massiccio del Monte Bianco, ma ad esso vanno aggiunti i non meno notevoli plastici del Monte Rosa, del Gran Paradiso, di Palestina e del Foro romano di Aosta. Per il plastico di sei metri della Valle d'Aosta in scala 1:40.000 conservato presso il Municipio di Aosta fu insignito della medaglia d'oro all'Esposizione universale del Vaticano del 1888.
A lui venne intitolato l'Arboretum "Pierre-Louis Vescoz" di Verrayes, da lui progettato e realizzato tra il 1905 e il 1908 e per il quale il Ministero dell'agricoltura, dell'industria e del commercio lo premiò con una medaglia d'argento e 300 lire italiane. 
Fondatore insieme a Jean-Pierre Carrel e Pierre-Balthazard Chamonin della Petite société alpine de Cogne, nel 1905 viene incaricato all'unanimità come bibliotecario e conservatore del Musée de la Flore Valdôtaine, oggi collezione "Erbario storico della Société de la Flore Valdôtaine" confluita nel Museo regionale di Scienze naturali.
Come giornalista, scrivendo in un'ottica conservatrice e di impostazione cattolica, pubblica tra il 1870  e il 1873 degli articoli nel Feuille d’Aoste, e poi come redattore capo sul Le Duché d’Aoste, giornale diocesano.

## Onorificenze
- Socio onorario del CAI e di altre società alpine.
- 1888 - medaglia d'oro, Decorazione con Croce pro Ecclesia et Pontifice all'Esposizione Universale del Vaticano per il plastico della Valle d'Aosta presentato
- Medaglia d'argento all'Esposizione nazionale di Torino per i plastici delle principali montagne valdostane
- Medaglia d'argento da parte del Ministero dell'Agricoltura per l'Arboretum "Pierre-Louis Vescoz".